# Illart Zuazubiskar
Zuazubiskar  Gallastegi est un nom espagnol. Le premier nom de famille, en général paternel, est Zuazubiskar ; le second, en général maternel, souvent omis, est Gallastegi.
Illart Zuazubiskar Gallastegi, né le 18 février 1990 à Durango, est un coureur cycliste espagnol. Il participe à des compétitions sur route et sur piste.

## Biographie
Illart Zuazubiskar commence le cyclisme à l'âge de douze ans au club cycliste d'Abadiño (Elorriaga Kirolak).

## Palmarès sur route

### Par année
- 2006
  - 2e du championnat de Biscaye sur route cadets[2]
- 2010
  - Ereñoko Udala Sari Nagusia
  - 2e de la Klasika Lemoiz
- 2011
  - 2e de la Subida a Altzo
  - 3e du championnat du Pays basque du contre-la-montre espoirs
  - 3e de l'Antzuola Saria
- 2014
  - 1re étape du Tour de Gironde (contre-la-montre par équipes)
- 2015
  - Trofeo Santiago en Cos
- 2016
  - 1re étape du Tour de Cantabrie
  - 1re étape du Tour de Galice (contre-la-montre par équipes)
  - 3e du championnat d'Espagne du contre-la-montre amateurs
  - 3e du Circuit d'Escalante

### Classements mondiaux
| Année           | 2014 |
| --------------- | ---- |
| UCI Asia Tour   | 327e |
| UCI Europe Tour | 868e |

## Palmarès sur piste

### Championnats du monde
- Londres 2016
  - 13e de la poursuite par équipes
- Apeldoorn 2018
  - 16e de la poursuite par équipes[5]

### Championnats nationaux
| - 2012 - Champion d'Espagne de poursuite individuelle espoirs - 2e du championnat d'Espagne de poursuite individuelle - 2e du championnat d'Espagne de poursuite par équipes - 2013 - 2e du championnat d'Espagne de poursuite individuelle - 2014 - 2e du championnat d'Espagne de poursuite individuelle - 2e du championnat d'Espagne de poursuite par équipes - 2e du championnat d'Espagne de l'américaine - 2015 - 2e du championnat d'Espagne de poursuite par équipes - 2016 - 2e du championnat d'Espagne de poursuite par équipes - 3e du championnat d'Espagne de l'américaine - 2017 - 3e du championnat d'Espagne de poursuite individuelle - 3e du championnat d'Espagne de poursuite par équipes - 2018 - 2e du championnat d'Espagne de poursuite par équipes - 3e du championnat d'Espagne de l'omnium - 3e du championnat d'Espagne de l'américaine | - 2019 - 2e du championnat d'Espagne de poursuite par équipes - 2e du championnat d'Espagne de l'américaine - 3e du championnat d'Espagne de poursuite individuelle - 2020 - Champion d'Espagne de l'américaine - 2e du championnat d'Espagne de poursuite individuelle - 3e du championnat d'Espagne de l'omnium - 3e du championnat d'Espagne de course à l'élimination - 2021 - Champion d'Espagne de l'américaine (avec Telmo Semperena) - 2e du championnat d'Espagne de poursuite individuelle - 3e du championnat d'Espagne de l'omnium - 2022 - 3e du championnat d'Espagne de course à l'élimination |  |